# Walter Alwens
 Edmund Walter Johannes Daniel Alwens (* 24. Juni 1880 in Kirchheim am Neckar; † 27. Juni 1966 in Frankfurt am Main) war ein deutscher Internist.

## Leben
Er studierte Medizin in Tübingen und Berlin. Seit dem Wintersemester 1900/01 war er Mitglied der Burschenschaft Germania Tübingen. Er wurde 1905 in Tübingen promoviert. Nach Assistenztätigkeiten in Tübingen und Breslau wurde er Oberarzt an der Medizinischen Klinik in Frankfurt am Main und ab 1909 Leiter der Röntgenabteilung. Im Ersten Weltkrieg diente er als Bataillonsarzt in zwei Infanterie-Regimentern und ordinierender Arzt in Kriegs- und Feldlazaretten. 1921 wurde er außerordentlicher Professor an der Universität Frankfurt und Direktor der Abteilung für Innere Medizin am Städtischen Krankenhaus in Sachsenhausen. Nach dem Zweiten Weltkrieg war er erster leitender Arzt am Städtischen Krankenhaus und der Universitätsklinik und machte sich um deren Wiederaufbau verdient. 1950 wurde er emeritiert. 1960 erhielt er das Bundesverdienstkreuz I. Klasse und die Ehrenplakette der Stadt Frankfurt am Main verliehen.
Alwens befasste sich mit Tuberkulose und Röntgendiagnostik und war Mitarbeiter am Handbuch der inneren Medizin (2. Auflage, Band 4).